# Ulica Tumska w Płocku

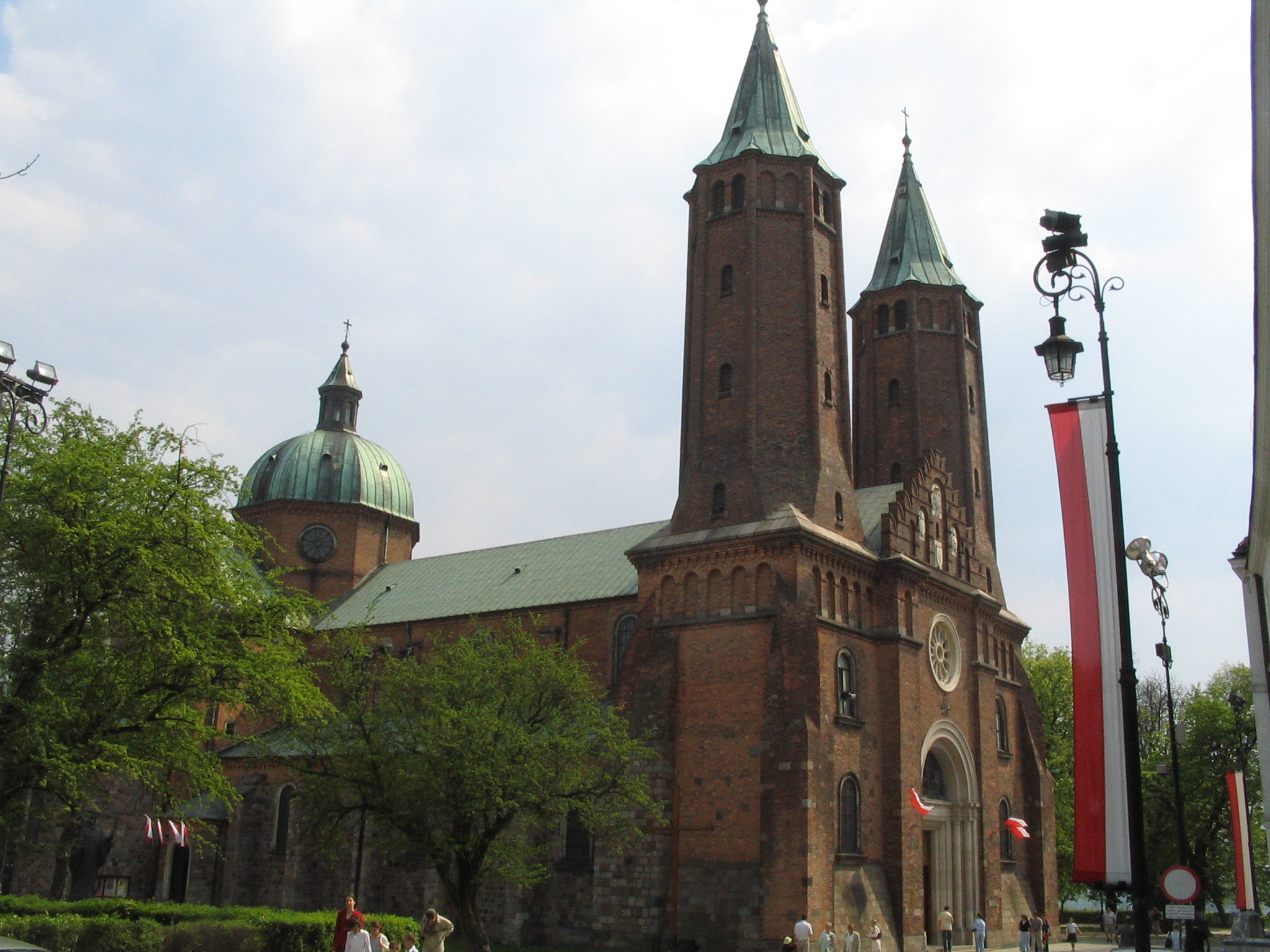
Bazylika katedralna

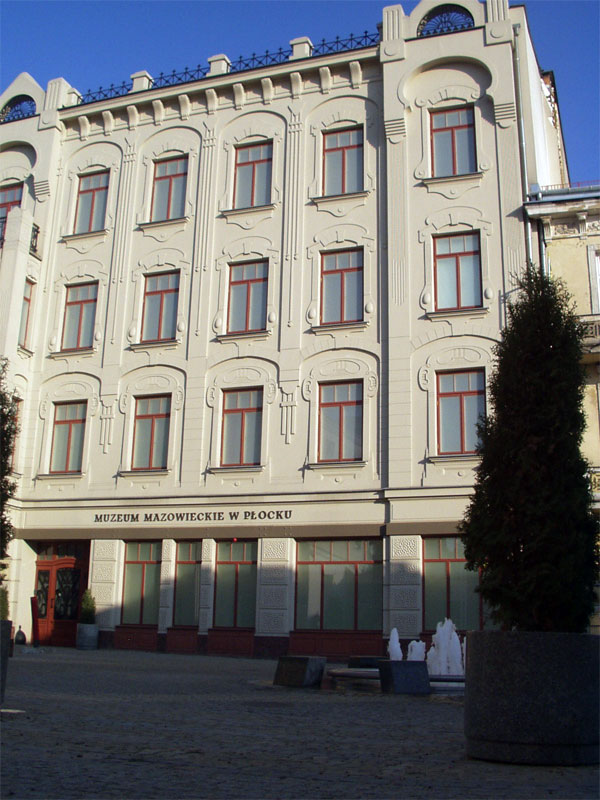
Budynek Muzeum Mazowieckiego

 Ulica Tumska – jedna z najważniejszych ulic Starego Miasta w Płocku. Jej początki sięgają XIX wieku. Jeszcze w latach 70. XX wieku była dostępna dla samochodów, dziś jest głównym deptakiem miasta. Biegnie od Wzgórza Tumskiego (stąd nazwa ulicy) w kierunku północnym skrajem Placu Narutowicza (dawny Rynek Kanoniczy) do Nowego Rynku. Ma 700 metrów długości. Zabudowa Tumskiej to głównie dwu- i trzypiętrowe kamienice. Dolne kondygnacje zajmują lokale handlowe i usługowe, pozostałe kondygnacje – mieszkania. Ogólna powierzchnia budynków wynosi niespełna 55 000 m² (z tego usługi prawie 30 000 m²).
W 2006 roku zakończył się remont ulicy. Położono nawierzchnię z kostki brukowej i płyt granitowych, wykonano nowe elementy małej architektury: m.in. 4 fontanny oraz wycięto drzewa. Remont kosztował ponad 30 mln zł.
Przebudowa ulicy zwyciężyła w konkursie "Modernizacja Roku 2007" zorganizowanym przez Stowarzyszenie Ochrony Narodowego Dziedzictwa Materialnego w kategorii "drogi i obiekty mostowe".

## Ważne obiekty
- bazylika katedralna Najświętszej Marii Panny (administracyjnie ul. Mostowa 2)
- Tumska 3a – Muzeum Diecezjalne zajmujące budynki dawnego opactwa benedyktyńskiego
- Tumska 5a – Novekino Przedwiośnie
- Tumska 8 – Muzeum Mazowieckie
- Tumska 9 - Młodzieżowy Dom Kultury im. Króla Maciusia Pierwszego w Płocku

Na wysokości głównego wejścia do Muzeum Mazowieckiego znajduje się także pomnik Miry Zimińskiej-Sygietyńskiej. Odsłonięty został 8 czerwca 2014 roku.